# Бад-Пирмонт
Бад-Пирмонт (нем. Bad Pyrmont) — город в Германии, курорт, расположен в земле Нижняя Саксония.
Входит в состав района Хамельн-Пирмонт. Население составляет 20 770 человек (на 31 декабря 2010 года). Занимает площадь 61,96 км². Официальный код — 03 2 52 003.
Город подразделяется на 9 городских районов.
| Год  | Население |
| ---- | --------- |
| 1990 | 21 221    |
| 1995 | 23 051    |
| 2000 | 22 210    |
| 2005 | 21 586    |
| 2010 | 20 861    |

## История
В средние века под названием Пирмонт (Pyrmont), он был столицей одноимённого графства. Графство управлялось младшей линией графов Шваленберг (Schwalenberg) (1148—1494), после пресечения которой унаследовал род графов Шпигельберг. В 1557 году графство перешло к дому Липпе, затем в 1583 году к графам Глайхен. В 1625 году графство по наследству перешло во владение графов Вальдек. В январе 1712 владение Вальдек-Пирмонт было возведено императором Карлом VI в ранг наследственного имперского княжества.
В течение краткого периода, с 1805 по 1812 год, Пирмонт был отдельным княжеством в результате раздела после смерти предыдущего князя, однако обе части были объединены вновь в 1812 году. 30 ноября 1921 года в результате местного плебисцита Пирмонт был включён в провинцию Ганновер.

## Известные люди
- С начала 1950-х годов и до самой смерти в 1970 году в Бад-Пирмонте вместе с семьёй проживал немецкий и британский физик и математик, нобелевский лауреат, один из создателей квантовой механики Макс Борн[1].
- Умер Отто Нойман, немецкий военный юрист, генеральный судья вермахта.

## Достопримечательности
- Замок Пюрмонт — дворцово-замковый комплекс; тип — замок на воде. В настоящее время внутри находится музей.